# 江成
江成（1965年11月—），山东沂源人，汉族，中国共产党党员。中华人民共和国政治人物。曾任山东省人民政府副省长。2022年9月，任中共烟台市委书记。同年12月，任中共山东省委常委。